# پیاده‌روی ستارگان کراکوف
پیاده‌روی ستارگان کراکوف (لهستانی: Aleja Gwiazd w Krakowie) خیابانی در بلوار چروینسکی در شهر کراکوف لهستان است. در این خیابان همچون پیاده‌روی مشاهیر هالیوود ستاره‌هایی برای مشاهیر فرهنگ و هنر بر روی زمین نصب شده‌است.
پیاده‌روی ستارگان کراکوف پروژه مشترک شهرداری کراکوف و شبکهٔ رادیویی موسیقی RMF FM است. این پیاده‌رو در آغاز صرفاً برای قدردانی از موسیقی‌دانان و گروه‌های برجسته موسیقی لهستان و جهان برپا شد، ولی بعدها ستارگانی برای سایر مشاهیر هنری نیز نصب شد. نخستین ستاره در ۲۸ ژوئن ۲۰۰۸ برای خواننده نامدار کانادایی سلین دیون رونمایی شد.

## نگارخانه

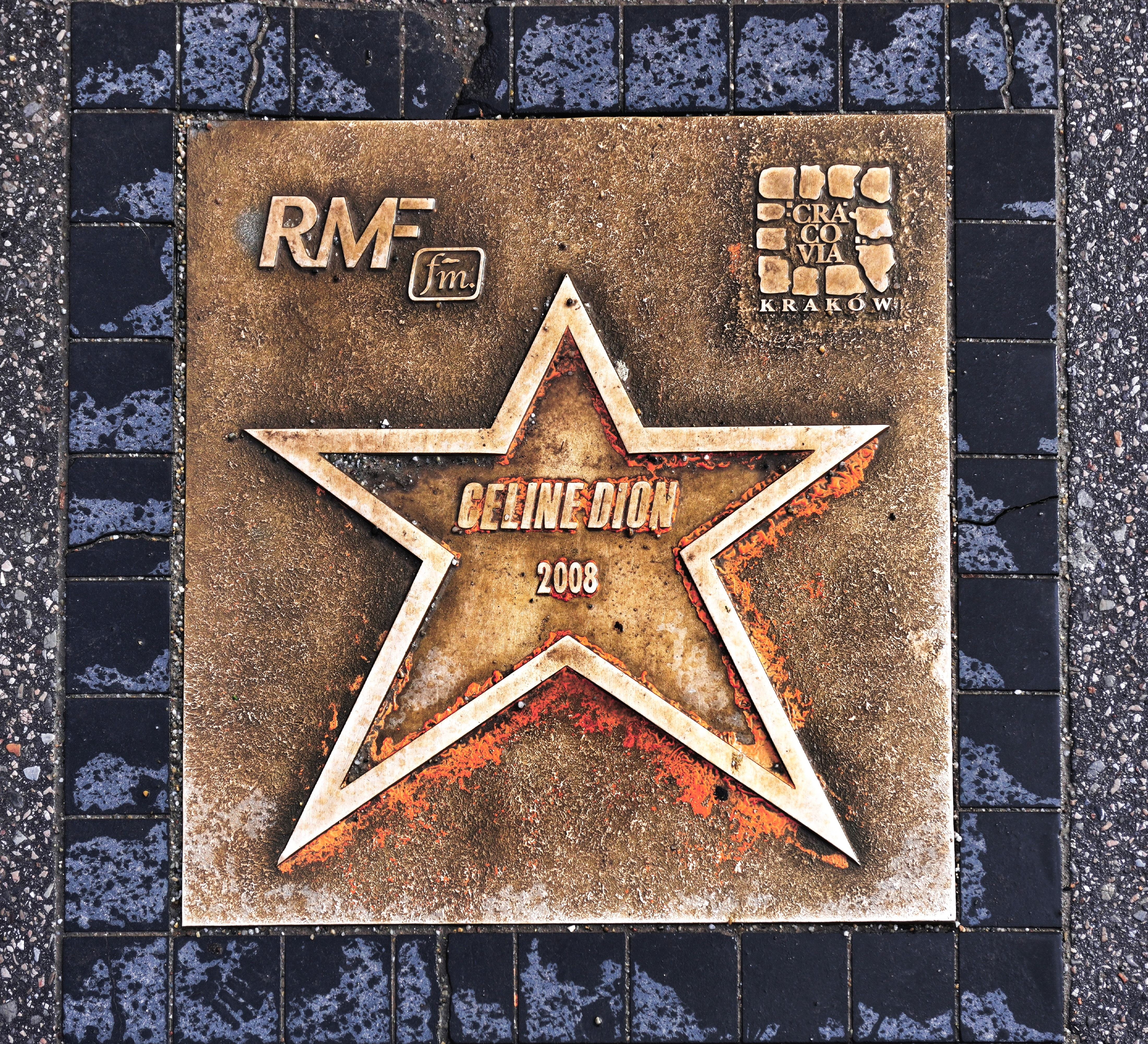
ستارۀ سلین دیون
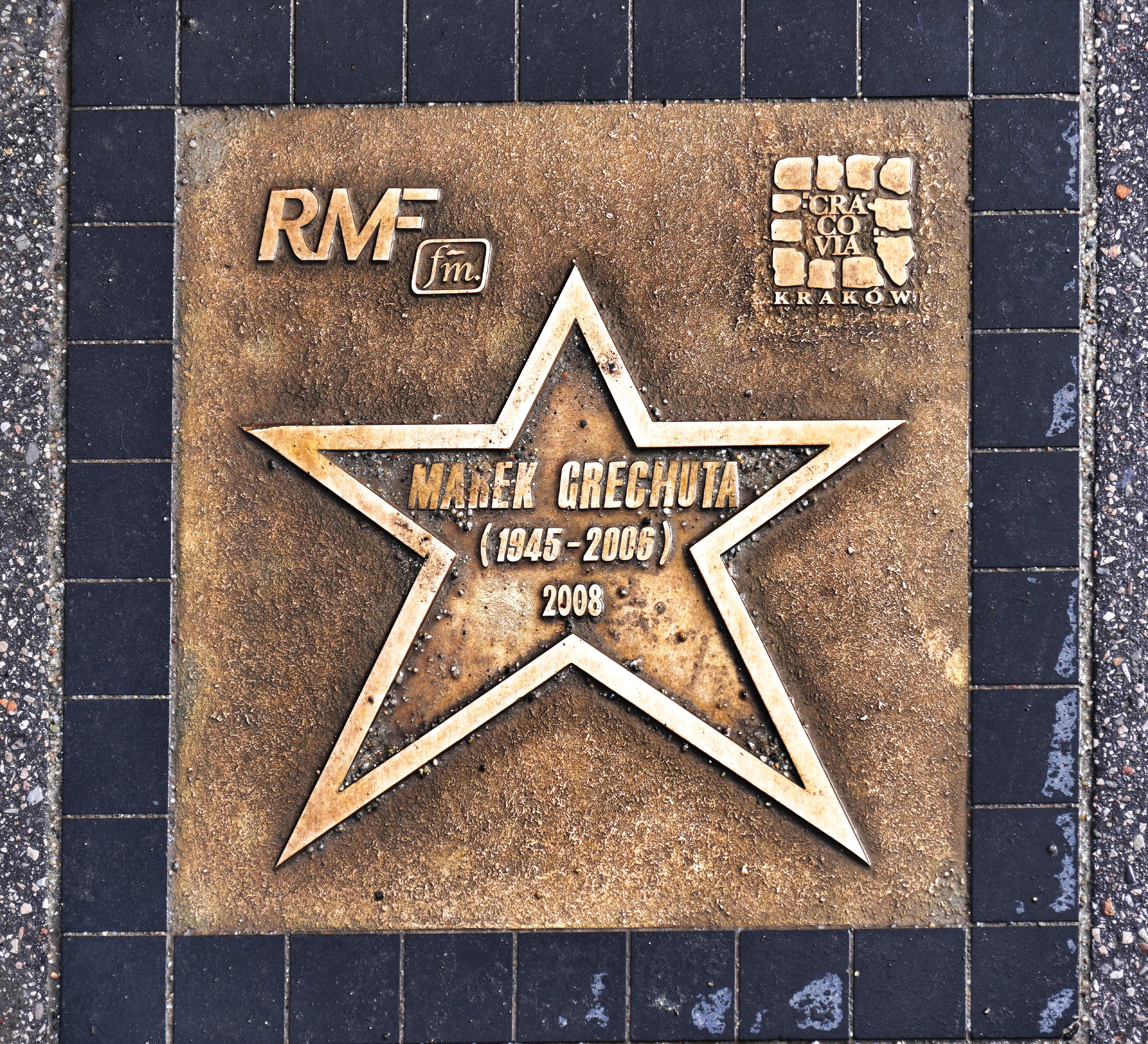
ستارۀ مارک گرچوتا
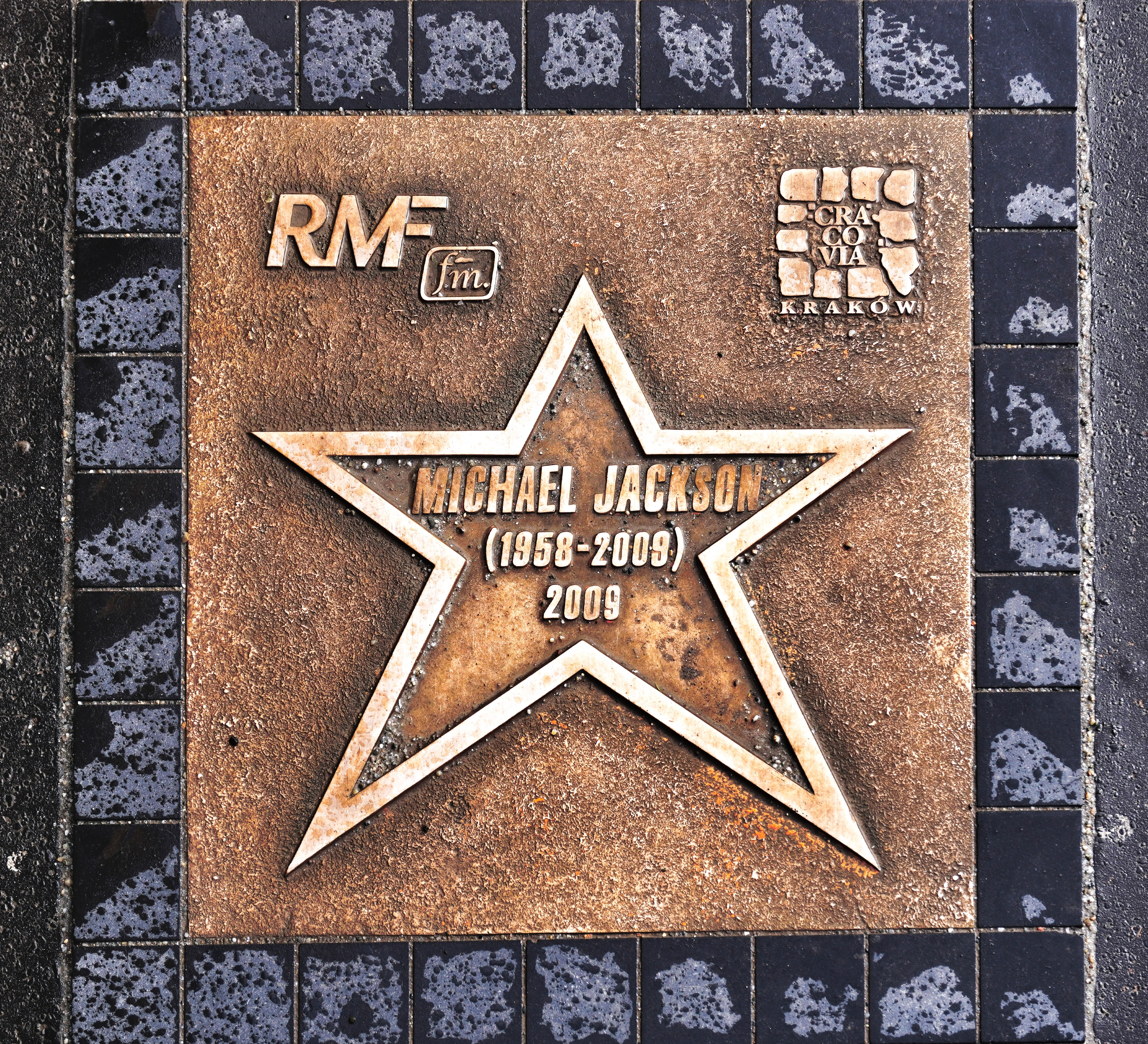
ستارۀ مایکل جکسون
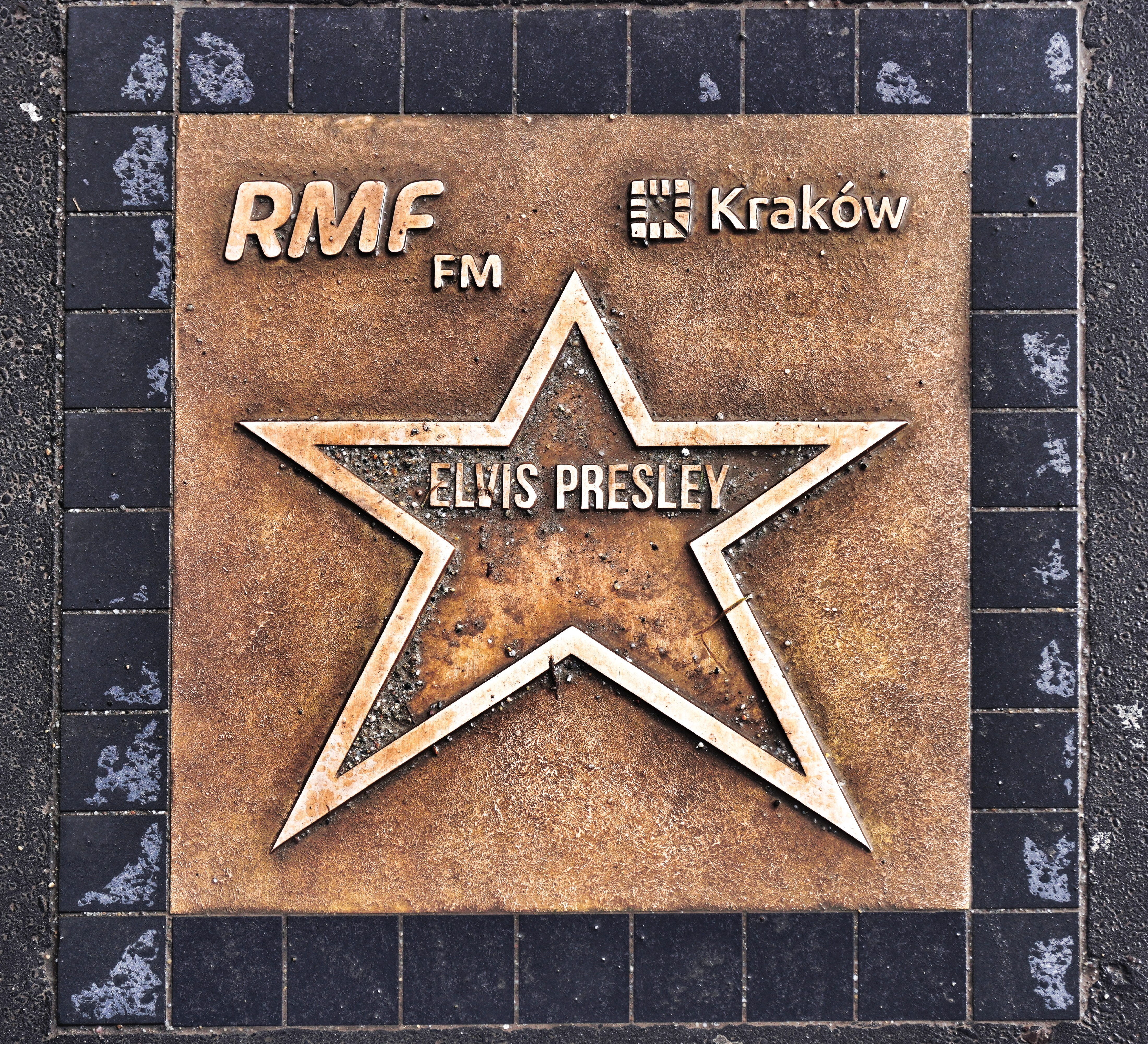
ستارۀ الویس پرسلی
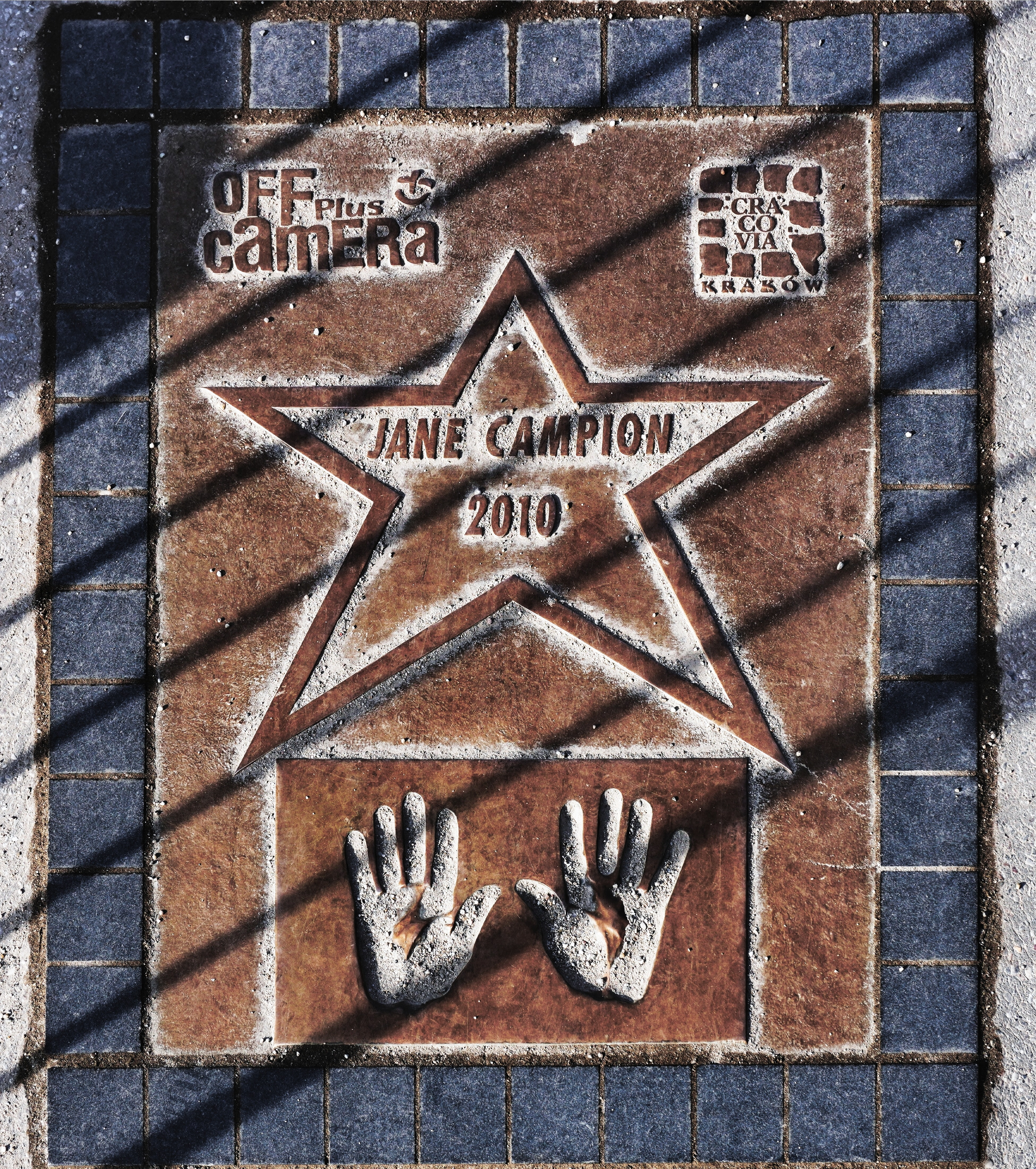
ستارۀ جین کمپیون
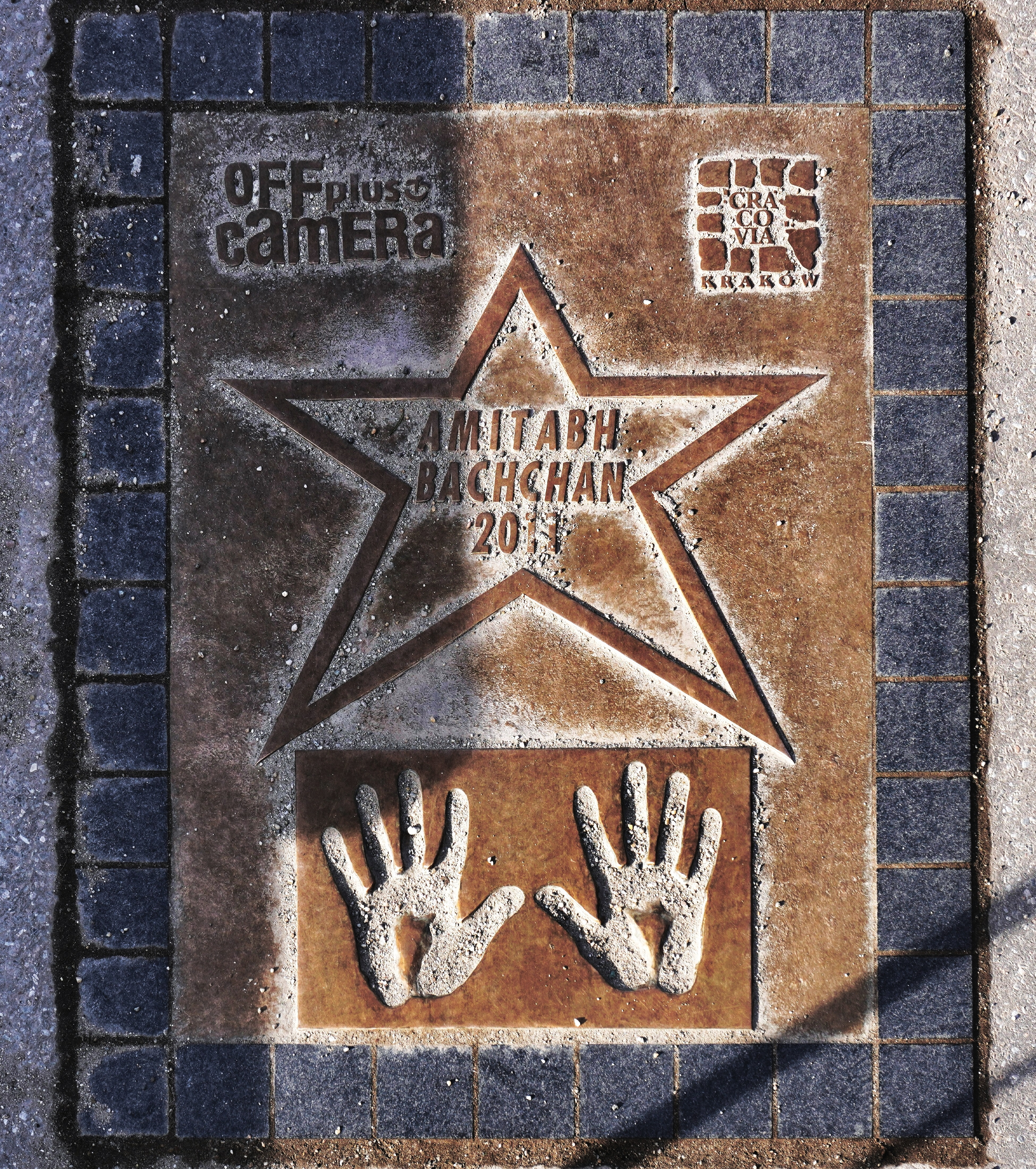
ستارۀ آمیتاب باچان
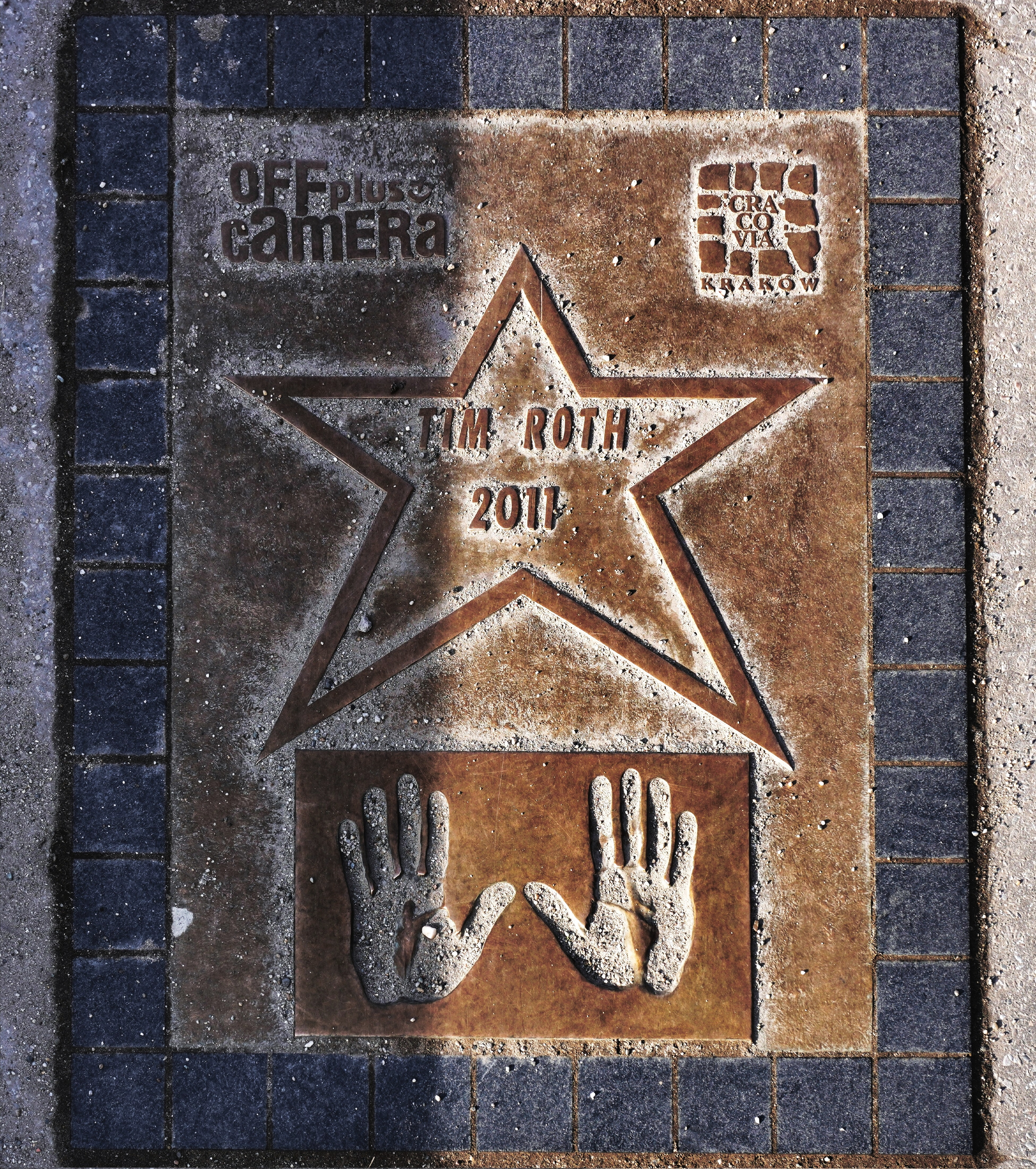
ستارۀ تیم راث
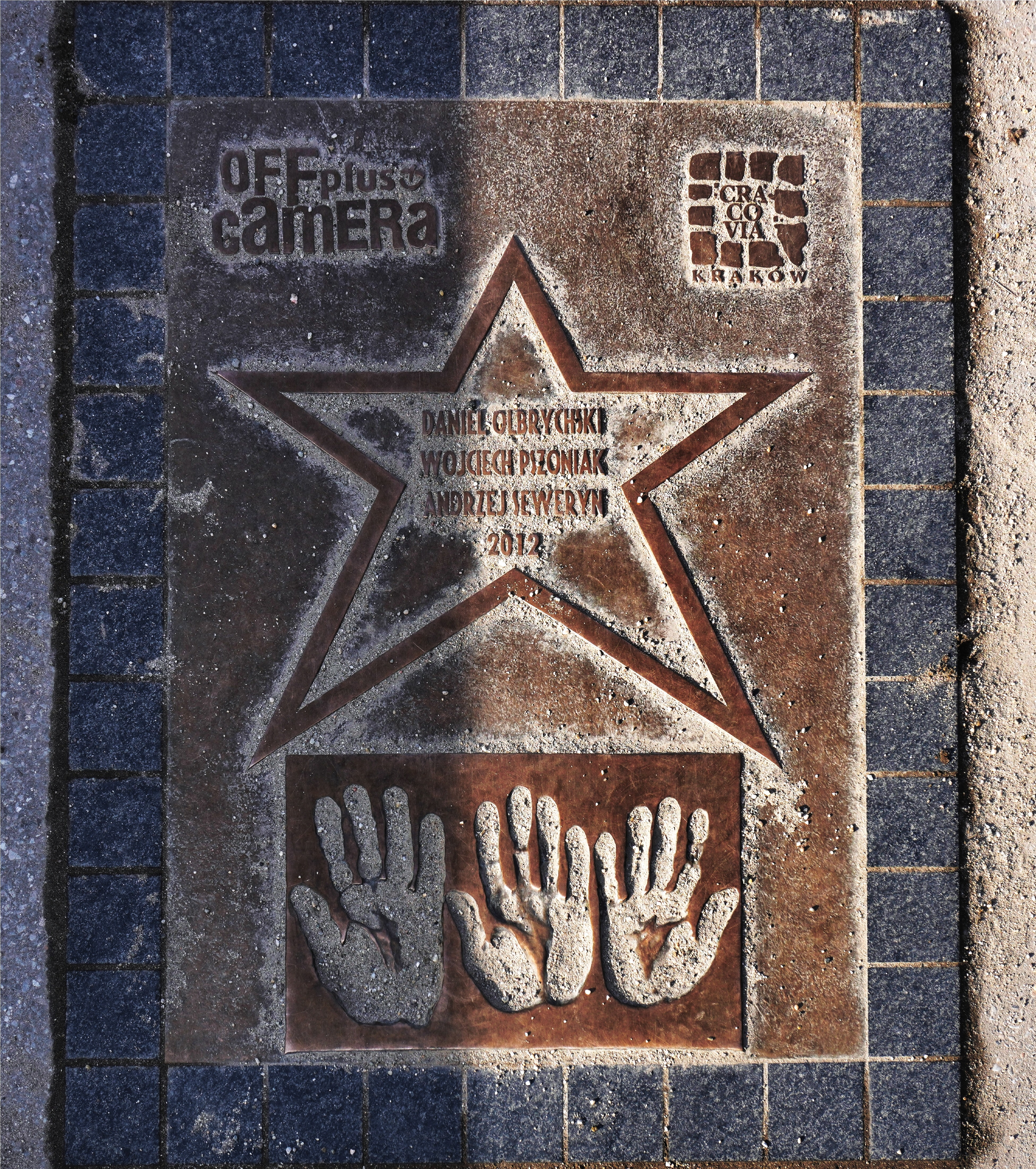
ستار و اثر دستان دانیل اولبریخسکی، وویچیخ پشونیاک و آندژی سورین
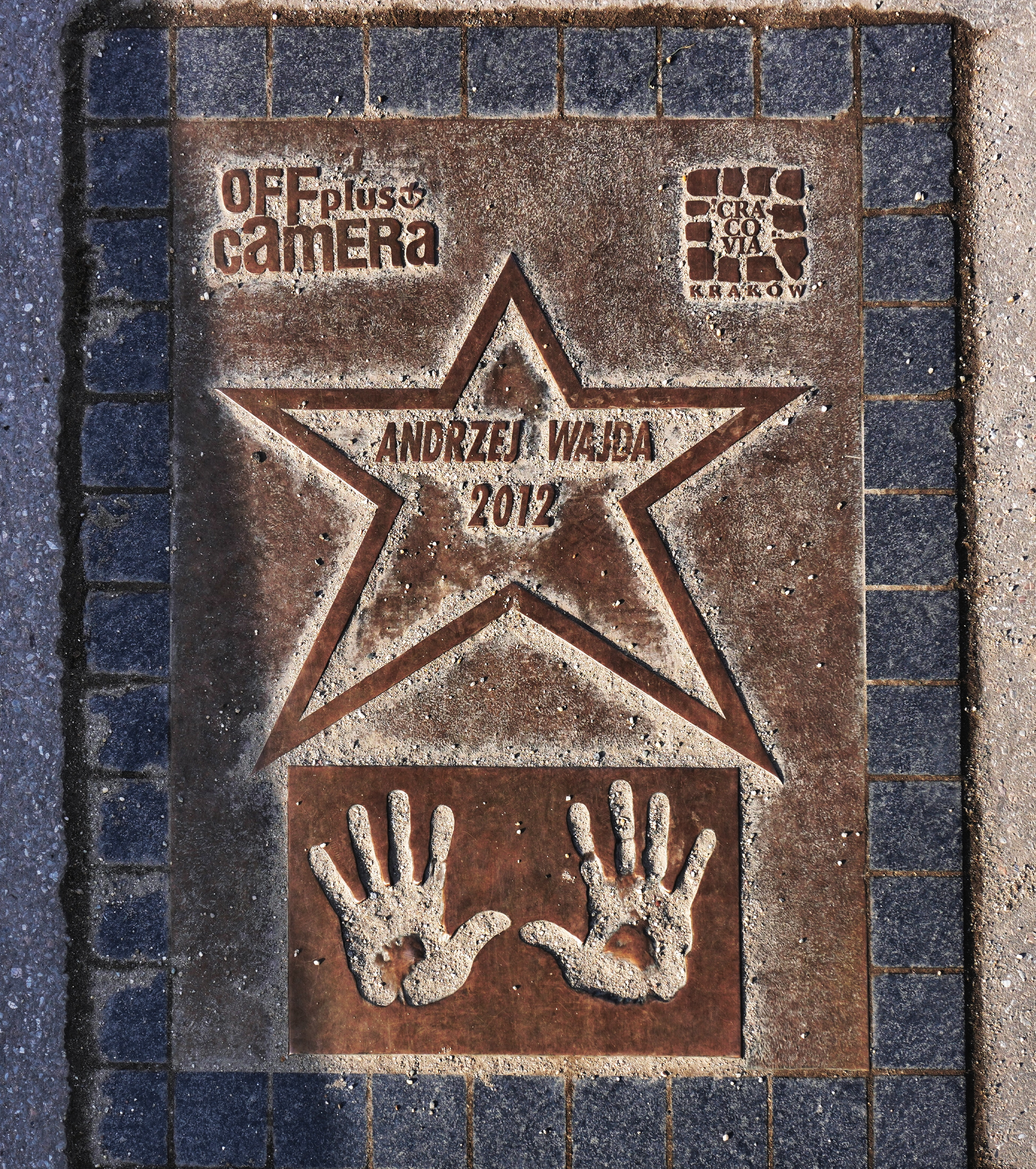
ستارۀ آندری وایدا
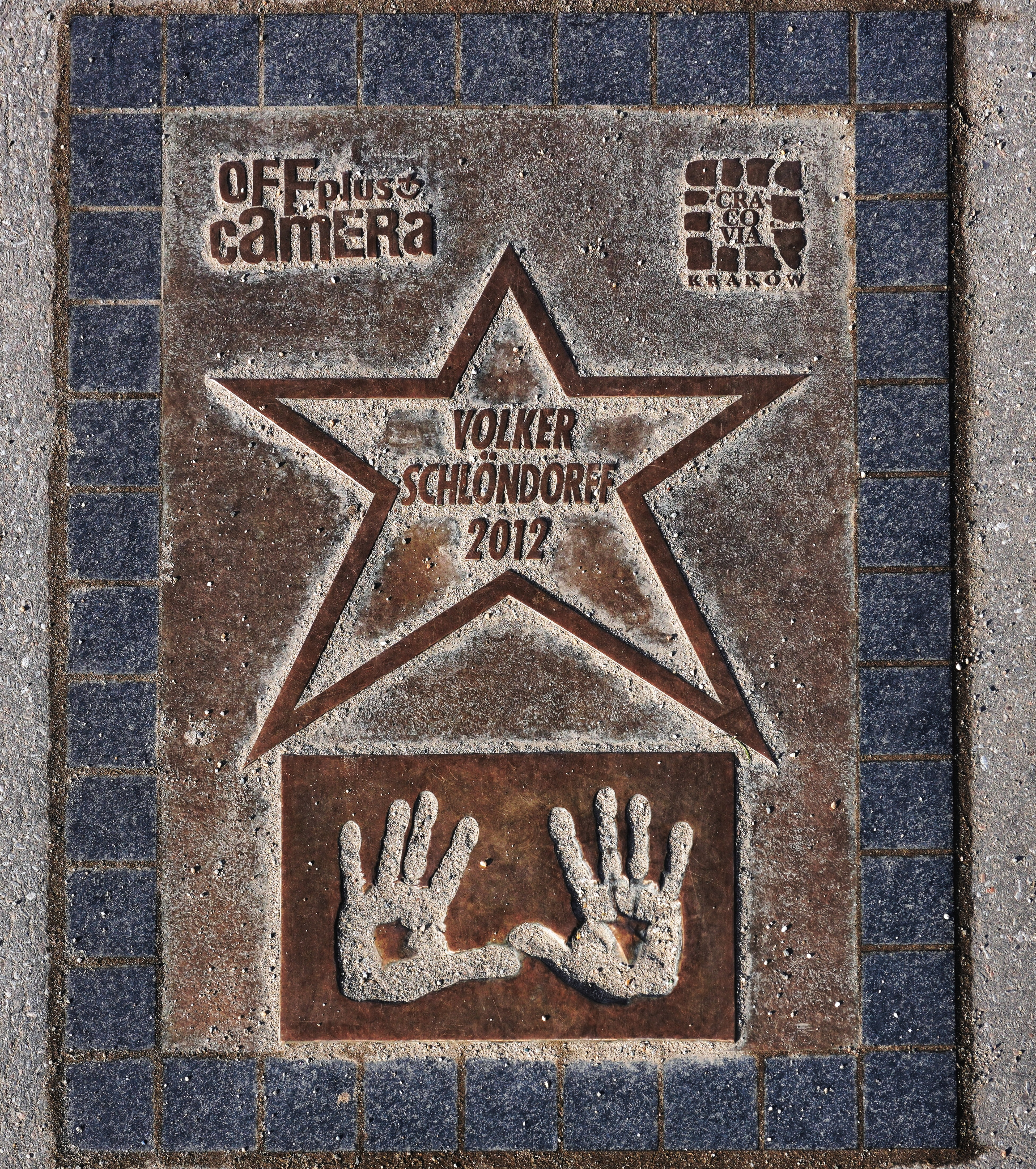
ستارۀ فولکر شلوندورف
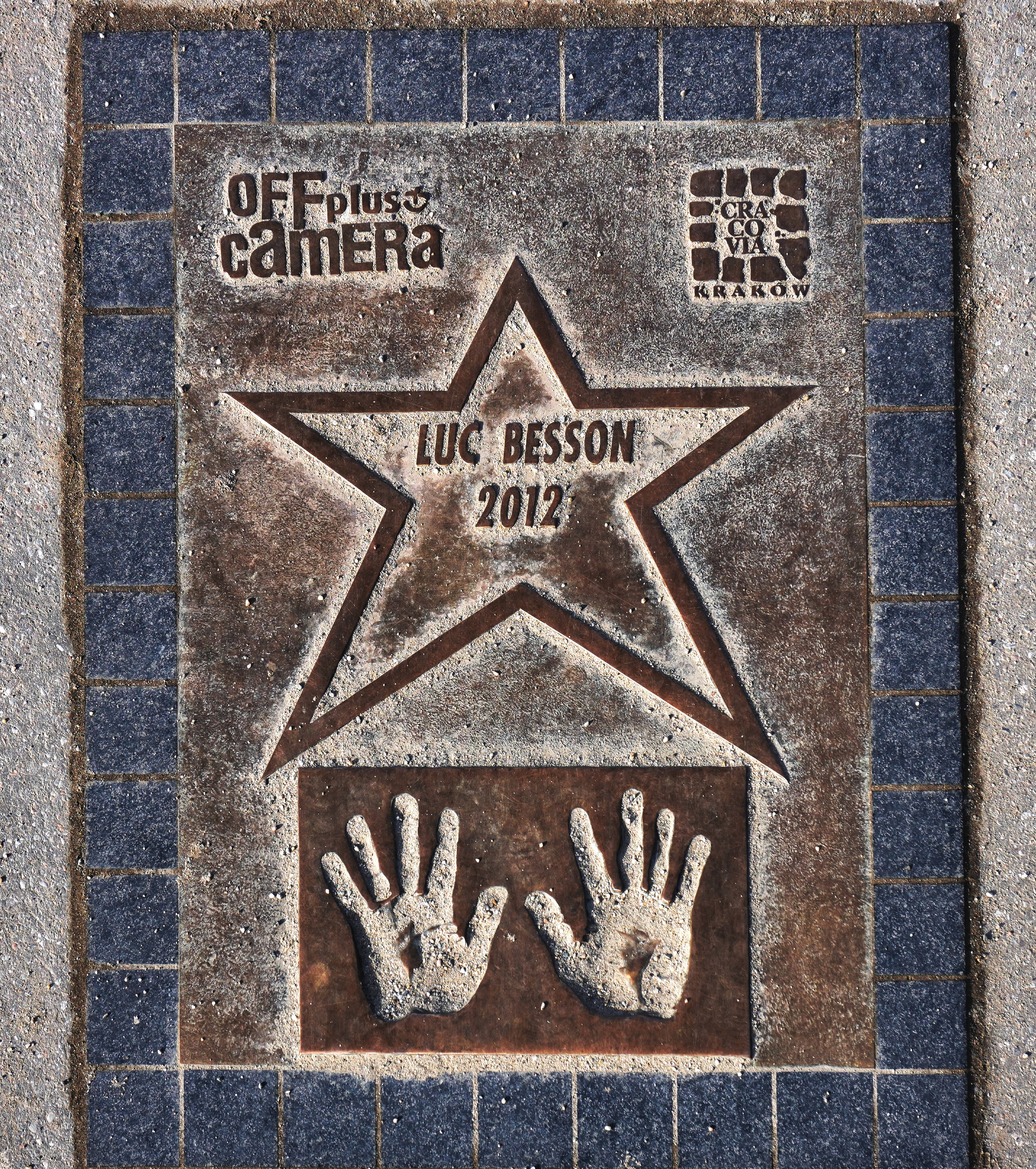
ستارۀ لوک بسون
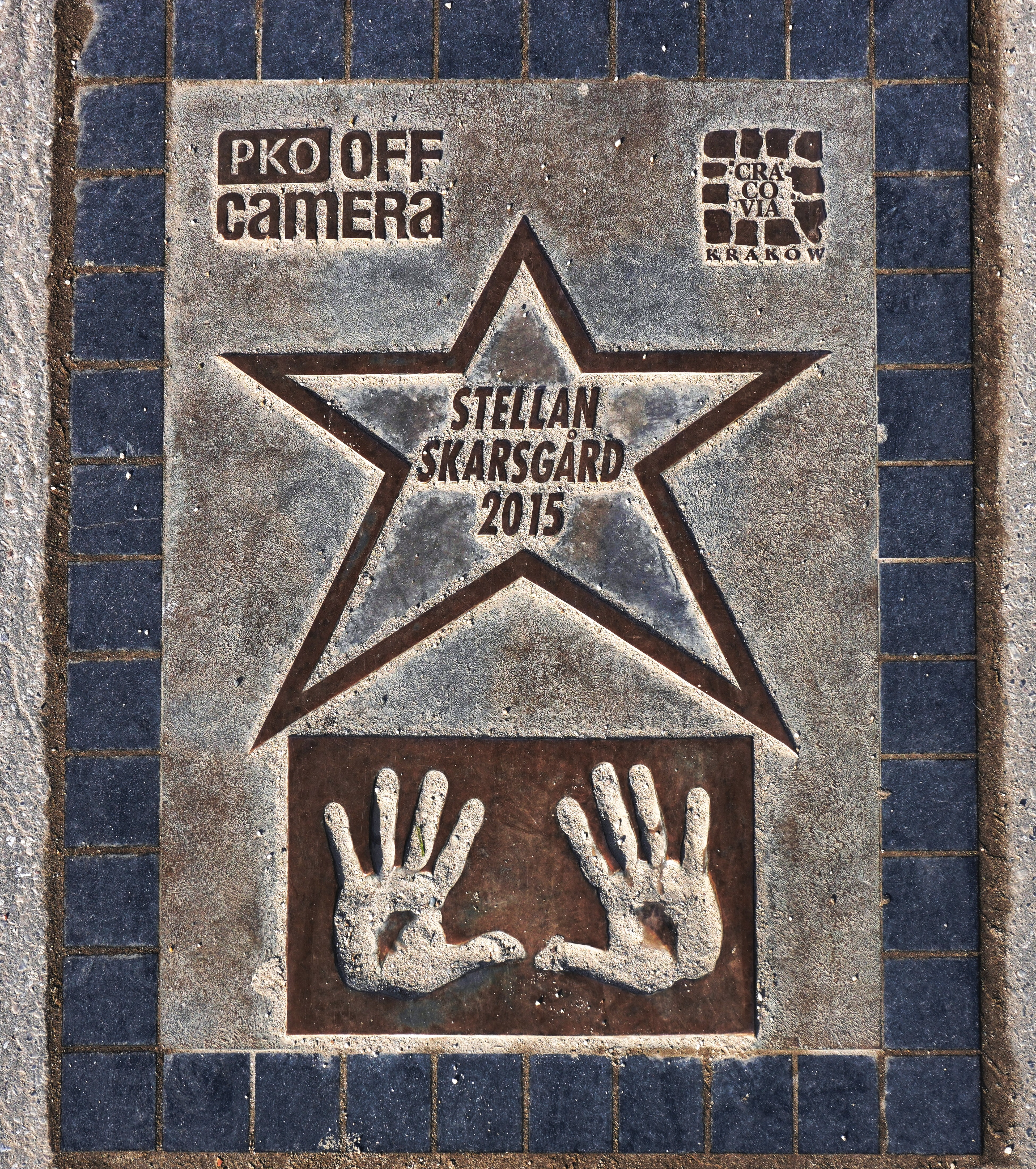
ستارۀ استلان اسکاشگورد
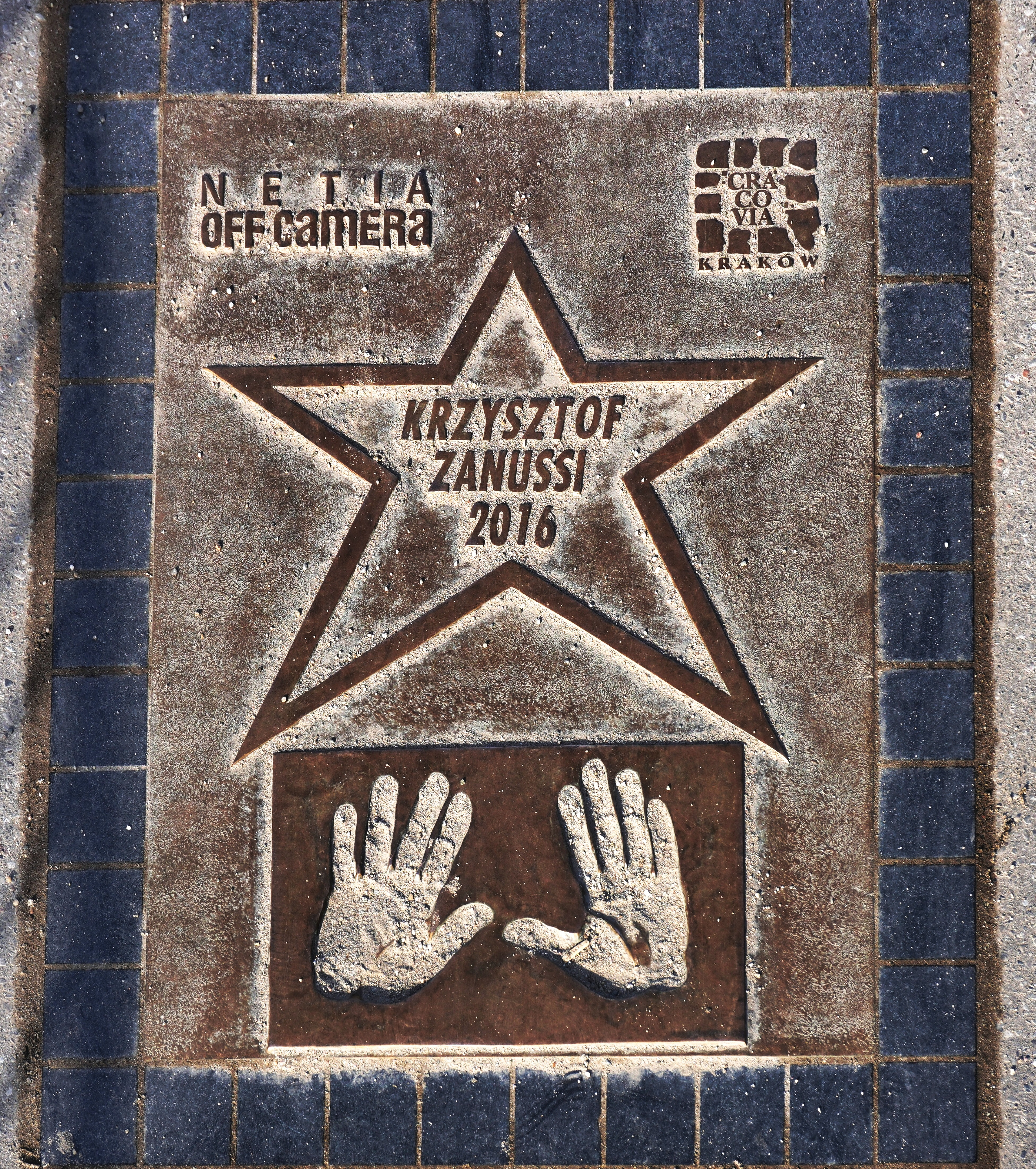
ستارۀ کشیشتف زانوسی
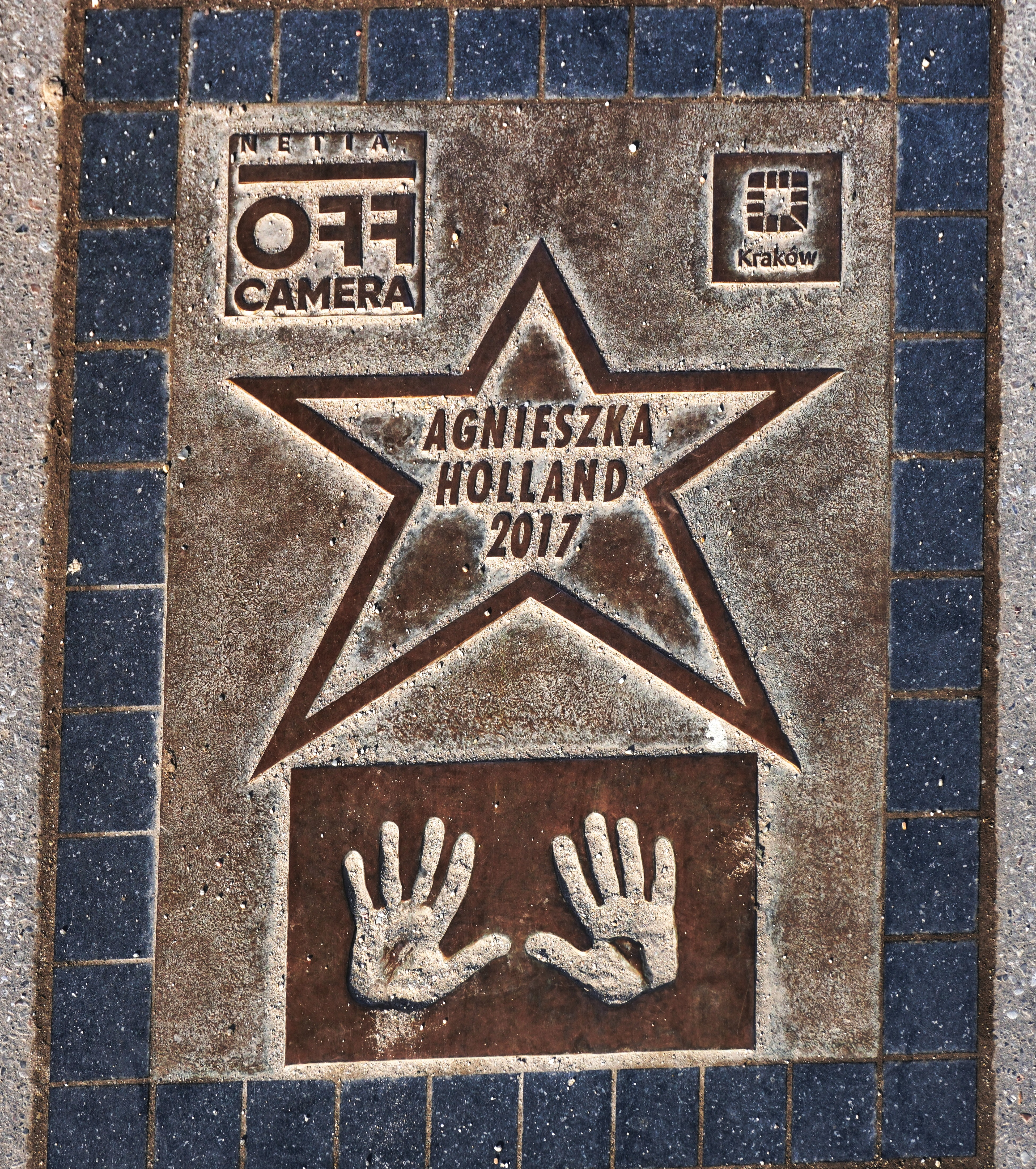
ستارۀ آگنیشکا هولاند